# لويس بوستامينت
لويس بوستامينت (بالإسبانية: Luis Bustamante)‏ هو لاعب كرة قدم أرجنتيني، ولد في 11 ديسمبر 1985 في قرطبة في الأرجنتين. لعب مع أتليتيكو توكومان وانيستتوتو وتشاكاريتا جيونيورز وديفنسا خوستيكا ولوس أنديس وليفادياكوس ونادي إيفيان.

## وصلات خارجية
- لويس بوستامينت على موقع قاعدة بيانات كرة القدم.إي يو (الإنجليزية)
- لويس بوستامينت على موقع AS.com (الإسبانية)